# FIR Oceânica de Santa Maria
A FIR Oceânica de Santa Maria é uma região de informação de voo (em inglês "Flight Information Region") oceânica portuguesa, cujo controle encontra-se sob a responsabilidade da Navegação Aérea de Portugal.
Abrange uma vasta área do Atlântico Norte, compreendida entre os paralelos 45º N (limite Norte) e 17º N (limite Sul) e os meridianos 13º W (limite Leste) e 40º W (limite Oeste). Constitui-se num triângulo com vértices na ilha de Santa Maria, no arquipélago dos Açores, Lagos, no Senegal e Shannon, na Irlanda.
Esta área está classificada como espaço aéreo classe "A" (STA Maria OCA - acima de FL 55) e "G" (Sta Maria FIR - abaixo daquele nível), com excepção da área definida pela TMA de Sta Maria e pela CTA Militar das Lajes.

## Frequências do CTR
As frequências de rádio utilizadas no Controle (CTR) são:
- Santa Maria Radar (TMA): 132.150 MHz - Callsign: LPPO_CTR
- Santa Maria Radio (Delivery): 132.075 MHz - Callsign: LPPO_D_CTR
- Santa Maria Radio (OCA): 127.900 MHz - Callsign: LPPO_OC_CTR